# Komáromy Andor
Komáromy Andor, Komáromi, Komáromy-Sattler Andor, 1954-ig Sattler Andor (Szombathely, 1900. november 1. – Budapest, 1983. október 29.) karmester, zeneszerző, zenei vezető, zongorista, kamarazenész, kísérő, korrepetitor.

## Életpályája
Sattler Pál fűszerkereskedő és Komáromi (Kohn) Róza fia. Vegyész diplomája mellett zenei tanulmányokat folytatott Tomka Istvánnál, Weiner Leónál és ifj. Toldy Lászlónál. Karnagyként és hangszerelőként évekig dolgozott Bécsben és Londonban különböző filmgyárakban.
Joe Pasternak (eredetileg Paszternák József)  Európában készült filmjeinek hangszerelését ő végezte. Magyarországon először ő játszotta Gershwin Kék rapszódiájának zongoraszólamát. Operaházi tagokból alakult, és 1928 és 1938 között működő dzsesszegyüttes zongoristája volt.

## Munkássága

### Zenei vezetőként
- Budai cukrászda (1935)
- Barátságos arcot kérek! (1935, zenei vezető)
- Légy jó mindhalálig (1936, karnagy)
- Dunaparti randevú (1936, zenei vezető)
- Sportszerelem (1936-37, zenei vezető)
- Úrilány szobát keres (1937)
- Háromszázezer pengő az utcán (1937)
- Segítség, örököltem (1937, zenei vezető)

### Zeneszerzőként
- Ember a híd alatt (1936)
- Én voltam (1936)
- Magdát kicsapják (1937-38)